# Avoriaz
Avoriaz (prononcé [a.ˈvɔ.ʁja]) est une station de sports d'hiver située à 1 800 m d'altitude, sur le territoire de la commune de Morzine, en Haute-Savoie.
Longtemps simple plateau servant d'alpage aux paysans des vallées environnantes, la station prend son essor dans les années 1960. Projet du champion olympique de descente Jean Vuarnet, Avoriaz se singularise par son caractère exclusivement piéton, et sa position centrale parmi les quatorze stations qui constituent le domaine skiable des Portes du soleil. La station ne se limite pas à la seule saison hivernale et ses pratiques du ski, elle s'est équipée notamment d'infrastructures collectives de loisirs et sportives, comme un centre aqualudique ouvert en 2012, et propose d'autres pratiques en lien avec la montagne durant l'été, avec la randonnée ou le VTT.
Station de sports d'hiver ayant reçu de nombreux prix et labels récompensant ses engagements en faveur du développement durable, Avoriaz bénéficie depuis 1975 d'une image innovante tant dans les médias nationaux et internationaux que dans la littérature plus spécialisée. Réputée pour son architecture singulière, caractérisée par un esthétisme mimétique en harmonie avec son décor naturel, l'architecture choisie par Jacques Labro s'inscrit dans le mouvement de l'architecture organique.
Ouverte en 1967, Avoriaz s'est vue disposer d'une reconnaissance internationale grâce au Festival international du film fantastique d'Avoriaz, qui réunissait de nombreuses personnalités du monde du cinéma entre 1973 et 1993.

## Géographie

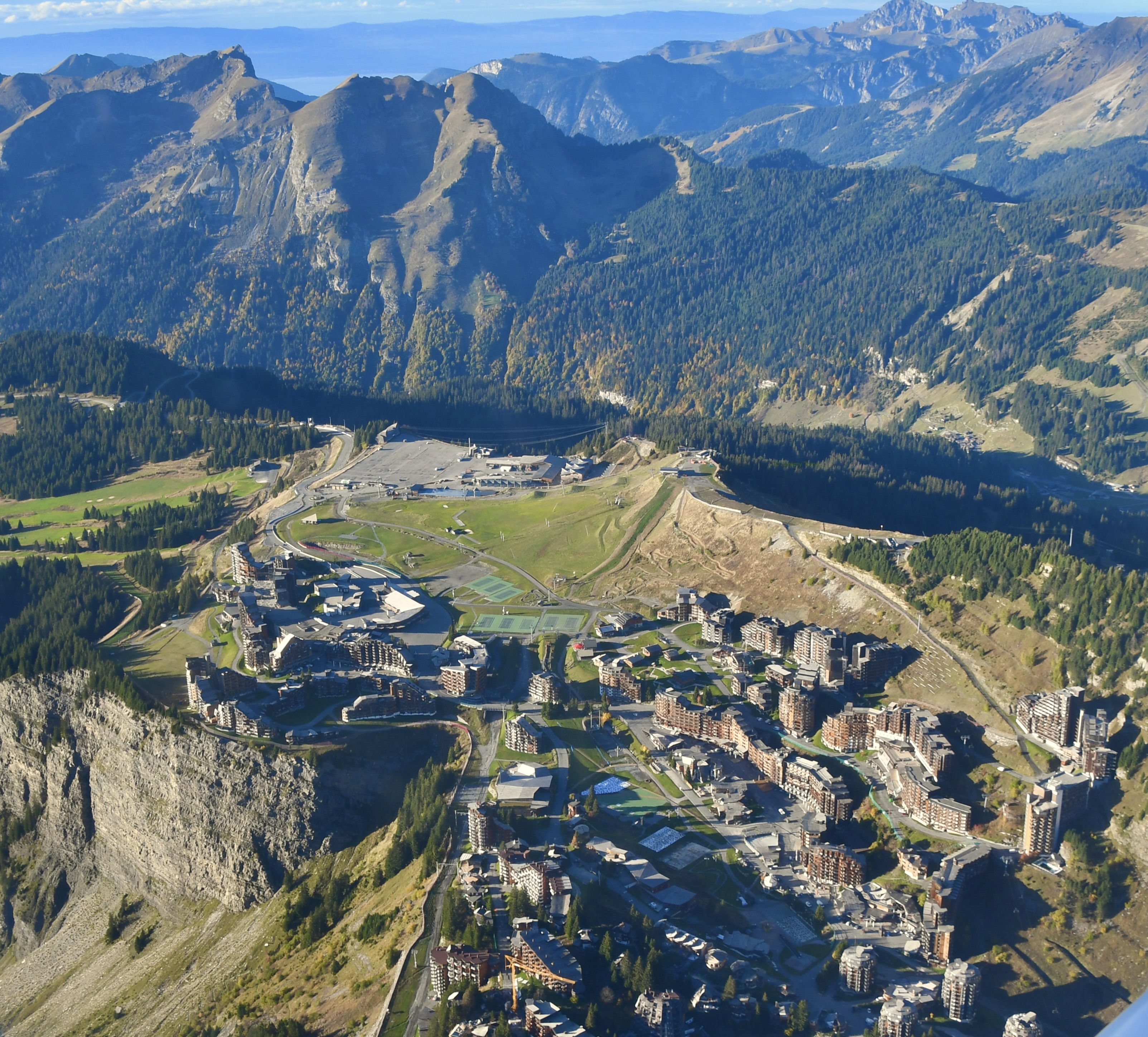
Vue aérienne.

### Localisation
La station d'Avoriaz se situe dans les Alpes du Nord.

### Accès à la station
La station d'Avoriaz est accessible par la route via la D338, route accessible depuis le village de Morzine tout au long de l'année. Cette même route rejoint Montriond via la vallée des Lindarets et le hameau éponyme mais cette portion est fermée durant toute la saison hivernale.
Avoriaz étant une station réservée aux skieurs et piétons, les voitures ne peuvent y accéder, des parkings couverts et découverts sont donc disponibles à l'entrée d'Avoriaz pour les résidents de la station, et les déplacements internes se font via des navettes à chenilles ou des calèches.
La station est également accessible depuis le fond de la Vallée des Ardoisières, dans la continuité du village de Morzine, en empruntant le téléphérique Prodains Express. Son départ se trouve au hameau des Prodains, où des parkings ont également été construits.

## Toponymie
Avoriaz est un toponyme provenant du nom des alpages où a été aménagée la station. Il s'agit de terres ayant appartenu aux Rovéréa, famille noble originaire du Chablais savoyard. Par syncope, « [terres] à Rovéréa » a donné « Avoreaz », puis « Avoriaz ». Le Régeste genevois mentionne un alpage qui est probablement Avoriaz, sous la forme « Evoréa » au XIIe siècle, puis « Evorée » au XIXe siècle, dont le e caduc final montre l'existence d'un paraxytonisme[réf. nécessaire].
Comme dans beaucoup d'autres toponymes francoprovençaux, le z final ne sert qu'à marquer le paroxytonisme[réf. souhaitée] et ne devrait pas être prononcé. En francoprovençal, on écrit « Avoria » [avˈɔʁja],,.

## Histoire

### Avant la station de ski
L'histoire d'Avoriaz commence entre 1138 et 1148. C'est alors un alpage appartenant conjointement aux puissants sires de Faucigny et de Rovorée. C'est d'ailleurs de cette dernière famille qu'Avoriaz tire son nom (Ovoreia ou Evoreia dans les chartes). Ces seigneurs en font alors don à la puissante abbaye cistercienne Sainte-Marie d'Aulps (distante de 20 km) qui exploitera et possédera l'alpage durant tout le Moyen Âge.
En 1557, vingt-deux familles de la vallée d'Aulps se regroupent au sein de la Société des Alpagistes du Crot aux Chiens et représentent 273 hectares d'alpages à Avoriaz. Son nom provient du lieu-dit le Crot aux Chiens mais personne ne connait son origine. L'alpage comporte alors 104 pâquis, c'est-à-dire un lieu où 104 vaches peuvent paître. Aujourd'hui seule une trentaine de vaches continue de profiter de l'alpage et un chalet a été remis en état par la société pour accueillir un fermier tous les mois de juin. Depuis, les revenus des propriétaires proviennent surtout de l'implantation des remontées mécaniques de la station d'Avoriaz. Ces dernières reversent une redevance et des forfaits de ski aux différents propriétaires. Les statuts de la société sont apparus en 1557 puis modifiés par une convention en 1600 puis en 1709. Pendant longtemps, les propriétaires considéraient que celle de 1709 constituait l'acte de naissance de la société avant que des recherches effectuées dans le cadre de la proposition de création d'une commune d'Avoriaz ne dévoilent une origine plus ancienne. De par son âge, la société repose sur la loi Sarde et ne relève donc pas du droit français ce qui induit certaines conséquences comme le fait que les terrains ne peuvent être vendus à une personne étrangère à la société et se transmettent par héritage ou à quelqu'un possédant déjà des terrains si bien qu'aujourd'hui, la société comporte plusieurs centaines de propriétaires.
La chapelle Notre-Dame-des-Prisonniers a été construite après la Seconde Guerre mondiale, en exécution d'un vœu fait par d'anciens prisonniers et déportés.

### Naissance d'Avoriaz
Jean Vuarnet, récent vainqueur de l'épreuve de Ski alpin aux Jeux olympiques de 1960 à Squaw Valley obtient la concession de l'alpage d'Avoriaz. Le conseil municipal réuni en assemblée signe en juillet 1960 une convention qui engage la commune de Morzine à vendre 82 ha de terrains sur le plateau d'Avoriaz au prix de 5 centimes le mètre carré, à la condition que "L'association Jean Vuarnet et père" engage 4 millions de francs de travaux. Jean Vuarnet est nommé directeur de la station de Morzine le 22 juillet 1960. Le moyen de transport privilégié pour garantir un accès au plateau d'Avoriaz est le téléphérique. Jean Vuarnet fait appel à la société Applevage, sur la base d'une installation qui acheminerait 1100 personnes à l'heure. En juin 1961, la construction commence aux pieds des Prodains, à proximité de Morzine. Face à de nombreuses difficultés financières, la finalisation du téléphérique et par conséquent de la station, est retardée.
C'est finalement la rencontre du PDG de Vespa France, Jean Gerbault, ainsi que de l'homme d'affaires Gérard Brémond qui permettent à Jean Vuarnet de concrétiser son projet. La création de la SAMA (Société d'Aménagement de Morzine Avoriaz) ainsi que de la SICA (Société Immobilière et de Construction d'Avoriaz) actent l'aménagement de la future station. Jean Vuarnet et ses amis surmontent les critiques acerbes de certains Morzinois, sceptiques à l'idée de la construction d'une station sur ce plateau isolé. Ils reçoivent néanmoins le soutien de la "Société des alpagistes du Crot", une association rassemblant une centaine de propriétaires de la vallée des ardoisières, favorables au développement de leur vallée via le téléphérique des Prodains. Au contraire d'autres stations d'envergure internationale comme La Plagne ou Courchevel, Avoriaz a été construite à l'initiative de capitaux privés, dont Jean Vuarnet a été catalyseur.
La première construction à voir le jour sur le plateau est le chalet du Pas du Lac, qui fera longtemps office de bar, de restaurant, de bureau d'accueil et de dortoir pour les ouvriers travaillant à la construction du téléphérique des Prodains. Après de multiples complications dues à des conditions de travail rendues difficiles par le froid, l'isolement et le manque de matériel, le téléphérique est inauguré en mars 1963. De manière rétrospective, Jean Vuarnet évoque ces années de labeur : "On était à la fois inconscients et courageux. On était même certainement fous ! Mais pour garder l'enthousiasme de mon équipe, il n'y avait qu'une solution : être avec eux sur le terrain. J'ai eu la chance d'avoir des hommes qui y croyaient. J'avais des ennemis à Morzine. Et même sans le savoir. Mais pour ceux des miens qui étaient Morzinois, le plus dur fut de se mettre à dos le reste du village. Souvent quand ils redescendaient à Morzine, il se faisaient méchamment remettre en boite par tous ceux qui n'y croyaient pas ou qui avaient peur de ce développement parallèle. Pourtant mes hommes savaient que cette montagne leur apporterait le salut, qu'elle permettrait le développement de toute la vallée, qu'elle donnerait du travail à tout le monde".
La station est inaugurée en janvier 1967.
Des remontées mécaniques sont aménagées, elles sont au nombre de 28 en 1978.
Un village créé ex nihilo est construit. Le promoteur de la station, Gérard Brémond, est aujourd'hui le président de Pierre et Vacances. Les architectes sont Jacques Labro, Jean-Jacques Orzoni et Jean-Marc Roque.

## Station

### Promotion et positionnement touristiques
En 2017, la station reçoit une nouvelle impulsion : sa stratégie de marque et de conquête est clarifiée avec un nouveau logo en forme de blason (tête de renne, en référence aux rennes importés de Finlande lors des débuts de la station) et une réorganisation des services digitaux, partenariat, communication et marketing. Le positionnement reste le CSP+ français à hauteur de 56 %, suivi des marchés anglais belge et hollandais à hauteur de 17 % chacun.
La station a obtenu plusieurs labels. Ainsi en 2016, Avoriaz 1800 est classée « stations nouvelles glisses » ;  « stations grands domaines » ; « stations clubs » ; « montagne douce » ; « Club » et « Alti-forme ».
En 2013, Avoriaz reçoit le prix ECO Award, récompensant « la station de ski la plus innovante au monde en matière de développement durable », à l'occasion de la cérémonie des Worlds Snow Awards,. L'année précédente, la station avait déjà obtenu le prix Best family resort.
En 2018, Avoriaz reçoit les prix Best European Ski Resort, Best Family Ski Resort et Best Snowboarding Resort[réf. nécessaire].
En 2020, la station a été retenue par la région Auvergne Rhone Alpes comme première destination à tester l'hydrogène avec une station et 10 vélos pour un montant de 450 000 euros[réf. souhaitée]. Elle signe enfin en 2020 le premier label Safe Guard avec Bureau Veritas France, apparaissant ainsi comme la première destination labellisée après la pandémie de Covid-19.

### Village
Le village compte environ 150 habitants permanents. Les commerces ferment pour la plupart en dehors des saisons d'hiver et d'été.
La station est exclusivement piétonne, seuls les véhicules de fonction (chasse-neiges, calèches, chenillettes pour transport de bagages, etc.) sont autorisés à circuler.
Il est possible de trouver sur la station un cabinet médical, une pharmacie, des commerces, un bureau de poste et une banque.
L'hôpital le plus proche est celui de Thonon-les-Bains à 45 km.

### Hébergement et restauration
En 2015, la capacité d'accueil de la station, estimée par l'organisme Savoie Mont Blanc, est de 17 446 lits touristiques répartis dans 1 916 établissements. Les hébergements se répartissent comme suit : 365 meublés  ; 17 résidences de tourisme ; 3 hôtels (hôtel de la Falaise, hôtel des Dromonts et l'hôtel Mil 8) et un village de vacances ou auberge de jeunesse. La station ne dispose pas d'hôtellerie de plein air.

## Domaine skiable et gestion

Avoriaz vu du sud-ouest en hiver.

Parmi les quatorze stations du domaine étendu des Portes du Soleil, Avoriaz a la particularité d'occuper la position centrale. Sa superficie est d'environ 300 hectares.
Les secteurs qu'elle englobe sont ceux d'Arare, Lindarets, Chavanette, Plateau, Intrets, Prodains et Super Morzine. Les points culminants de la station sont situés sur le versant nord des Hauts-Forts à 2 466 m d'altitude et sur le versant nord de la Pointe des Mossettes en Valais à 2 250 m d'altitude.
Cette station est interdite aux voitures depuis la seconde moitié des années 1980, on s'y déplace à pied, avec des chenillettes ou en traîneau à cheval. La station a été conçue pour que l'on puisse entièrement évoluer à ski et à snowboard.
Avoriaz est située au cœur du domaine des Portes du Soleil, l'un des plus grands d'Europe avec 650 km de pistes.
Avoriaz est connu pour ses nombreux aménagements de pistes pour enfants, ados et plus grands (Riglet park, kids parkway, snowcross...). L'un de ses parcs, The Stash, a été élu meilleur spot du monde en 2014 par la chaîne américaine CNN. Il s'agit d'un immense réseau de pistes dessiné dans la forêt et parsemé de modules en bois et neige.
En 2012, Avoriaz s'est agrandie avec la réalisation d'un quartier de résidences 4 étoiles et un quartier de résidences 5 étoiles.
Avoriaz perçoit 128 millions d'euros de retombées économiques l’hiver, 16 millions d'euros l'été (chiffres 2020 G2A) pour une croissance de 4,7 % par rapport à l'année précédente.

### Équipements et investissements
La station d’Avioraz est aussi ouverte l'été, de début juillet à début septembre. Il est possible d'y pratiquer les activités suivantes :  VTT descente/freeride/trial, golf, tennis, trampoline, tir à l'arc, via ferrata, squash, randonnées pédestres, cheval, beach volley, parapente... Depuis l'arrivée du complexe Aquariaz, les activités nautiques sont disponibles dans la station.
Pour les enfants de 3 à 16 ans, il y a le Village des Enfants, imaginé par Annie Famose. C'est un centre où l'on peut pendant une semaine faire de nombreuses activités en fonction du programme telles que du tir à l'arc, de la randonnée, du poney, de l'escrime, du tennis, course d'orientation, du paintball, une nuit dans un refuge en montagne pour les plus grands, et beaucoup d'autres activités en plein air ou en intérieur en fonction de la météo.

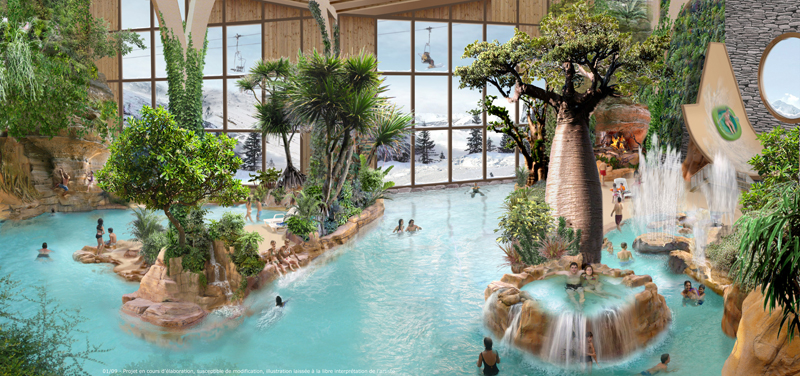
Aquariaz

En juillet 2012, Avoriaz ouvre un centre aqualudique, l'Aquariaz, un espace tropical à 29 °C composé de 1 570 plantes tropicales et de 183 arbres. Ce complexe regroupe un jacuzzi, des jeux/attractions pour enfants, des douches et un bassin.

## Sport et compétitions

### Tour de France cycliste
La station d'Avoriaz a accueilli sept arrivées d'étape du Tour de France.
- 1975 :  Vicente López Carril
- 1977 :  Lucien Van Impe
- 1979 :  Bernard Hinault
- 1983 :  Lucien Van Impe
- 1985 :  Lucho Herrera
- 1994 :  Piotr Ugrumov
- 2010 :  Andy Schleck

En 1977, 1979 et 1994, l'ascension fut grimpée en contre-la-montre individuel.

### Sportifs
Jean Vuarnet, Isabelle Mir et Annie Famose sont des champions de ski qui ont marqué l'esprit de la station.